# Gran Premio di Gran Bretagna 2021
Il Gran Premio di Gran Bretagna 2021 è stata la decima prova della stagione 2021 del campionato mondiale di Formula 1. La gara si è corsa domenica 11 luglio sul circuito di Silverstone ed è stata vinta dal britannico Lewis Hamilton su Mercedes, al novantanovesimo successo nel mondiale; Hamilton ha preceduto all'arrivo il monegasco Charles Leclerc su Ferrari e il suo compagno di squadra, il finlandese Valtteri Bottas.

## Vigilia

### Sviluppi futuri
La Federazione Internazionale dell'Automobile annuncia l'annullamento del Gran Premio d'Australia per la seconda stagione consecutiva dopo le decisioni prese dal governo per via delle problematiche dettate dalla pandemia di COVID-19. Previsto come appuntamento inaugurale della stagione, il Gran Premio fu inizialmente posticipato a novembre a causa dell'emergenza sanitaria, diventando la ventunesima prova del mondiale. Con l'annullamento della gara, vengono anche posticipate le modifiche al layout del tracciato, al fine di favorire i sorpassi, con valenza a partire dalla stagione seguente, con l'ipotesi di disputare la gara nel mese di aprile. In sostituzione del Gran Premio annullato, la FIA valuta il Qatar come sede alternativa, con il circuito di Losail che potrebbe ospitare la corsa in notturna visto l'impianto di illuminazione presente sul tracciato.
La Ferrari annuncia il completamento dell'allestimento del nuovo simulatore all'interno della gestione sportiva e che sarà operativo dal settembre dello stesso anno.
La disputa dell'edizione inaugurale nella stagione successiva del Gran Premio di Miami ottiene il via libera dai giudici dopo che è stata respinta una causa che chiedeva l'annullamento per motivi discriminatori. Secondo i cittadini residenti vicino all'impianto dove si terrà l'evento far disputare la corsa nel territorio circostante l'Hard Rock Stadium rappresentava una discriminazione razziale nei loro confronti.
Gli organizzatori del Gran Premio d'Olanda, da corrersi sul circuito di Zandvoort in programma il successivo 5 settembre, annunciano il tutto esaurito con la presenza di 100 000 spettatori al giorno.
A partire dalla stagione successiva, la regola per i primi dieci classificati in qualifica di iniziare il Gran Premio con la tipologia di gomma usata durante il Q2 viene abolita.
L'Alfa Romeo Racing annuncia il rinnovo pluriennale della partnership con il team svizzero Sauber con sede a Hinwil.
L'Aston Martin ufficializza il manager ex Honda Mark White il quale si unirà al team a partire dal successivo 1º settembre con il ruolo di direttore delle operazioni.
A partire dal Gran Premio del Belgio in programma il successivo 29 agosto la Federazione elimina una parte della direttiva emanata le settimane precedenti sui pit stop che dovrebbero avere una durata minima di due secondi. Il tempo di reazione minimo di 0″15 introdotto in precedenza è stato eliminato e i due decimi tra il rilascio della vettura dal cavalletto e la ripartenza è stato invece trasformato in un divario permissibile di un decimo.

### Aspetti tecnici
Per questa gara, la Pirelli, fornitrice unica degli pneumatici, porta gomme di mescola C1, C2 e C3, le più dure della gamma tra quelle disponibili.
A partire da questa gara fino al termine della stagione, la Federazione dà il via libera all'utilizzo dei nuovi pneumatici Pirelli, dopo quanto successo nel Gran Premio d'Azerbaigian. I nuovi pneumatici prevedono una costruzione differente per le ruote posteriori. Gli pneumatici anteriori e le mescole utilizzate rimangono invariate, mentre la costruzione posteriore modificata presenta una maggiore rigidità in curva a carichi elevati e una maggiore rigidità verticale.
La FIA stabilisce due zone dove potrà essere utilizzato il DRS: la prima sul Wellington Straight, con detection point fissato 25 metri prima della curva 3 (Village); la seconda zona è posta sull'Hangar Straight, e punto per le determinazione del distacco fra piloti stabilito alla curva 11 (Maggots).
La Federazione rende noto che al termine della gara del precedente Gran Premio d'Austria, tra le prime dieci vetture classificate è stata sorteggiata l'AlphaTauri di Pierre Gasly per le verifiche tecniche. Esse sono risultate essere conformi al regolamento tecnico.
La Federazione stabilisce due punti del tracciato dove i piloti sono costretti a rispettare i limiti di quest'ultimo. I punti in questione riguardano la curva 9 (Copse) e la curva 15 (Stowe). Andando oltre i limiti del tracciato in questi due punti i piloti vedranno il tempo cancellato dalla direzione di gara.
Prima dell'inizio della sessione di prove libere del venerdì sulle vetture di Sebastian Vettel e Esteban Ocon viene sostituito il motore a combustione interna, il turbocompressore e l'MGU-H, montando la terza unità. A Ocon viene anche sostituita l'MGU-K, montando la terza unità. In aggiunta, sulle vetture dei due piloti vengono sostituiti gli impianti di scarico, montando rispettivamente la terza e sesta unità. Sulla vettura di Nicholas Latifi viene sostituito il sistema del recupero dell'energia e l'unità di controllo elettronico, montando la seconda unità. Infine, sulle vetture di Charles Leclerc, Carlos Sainz Jr., Kimi Räikkönen e Antonio Giovinazzi vengono sostituiti gli impianti di scarico, montando la quarta unità. Tutti i piloti non sono penalizzati sulla griglia di partenza in quanto tutti i nuovi componenti installati rientrano tra quelli sostituibili entro il numero massimo prestabilito.

### Aspetti sportivi

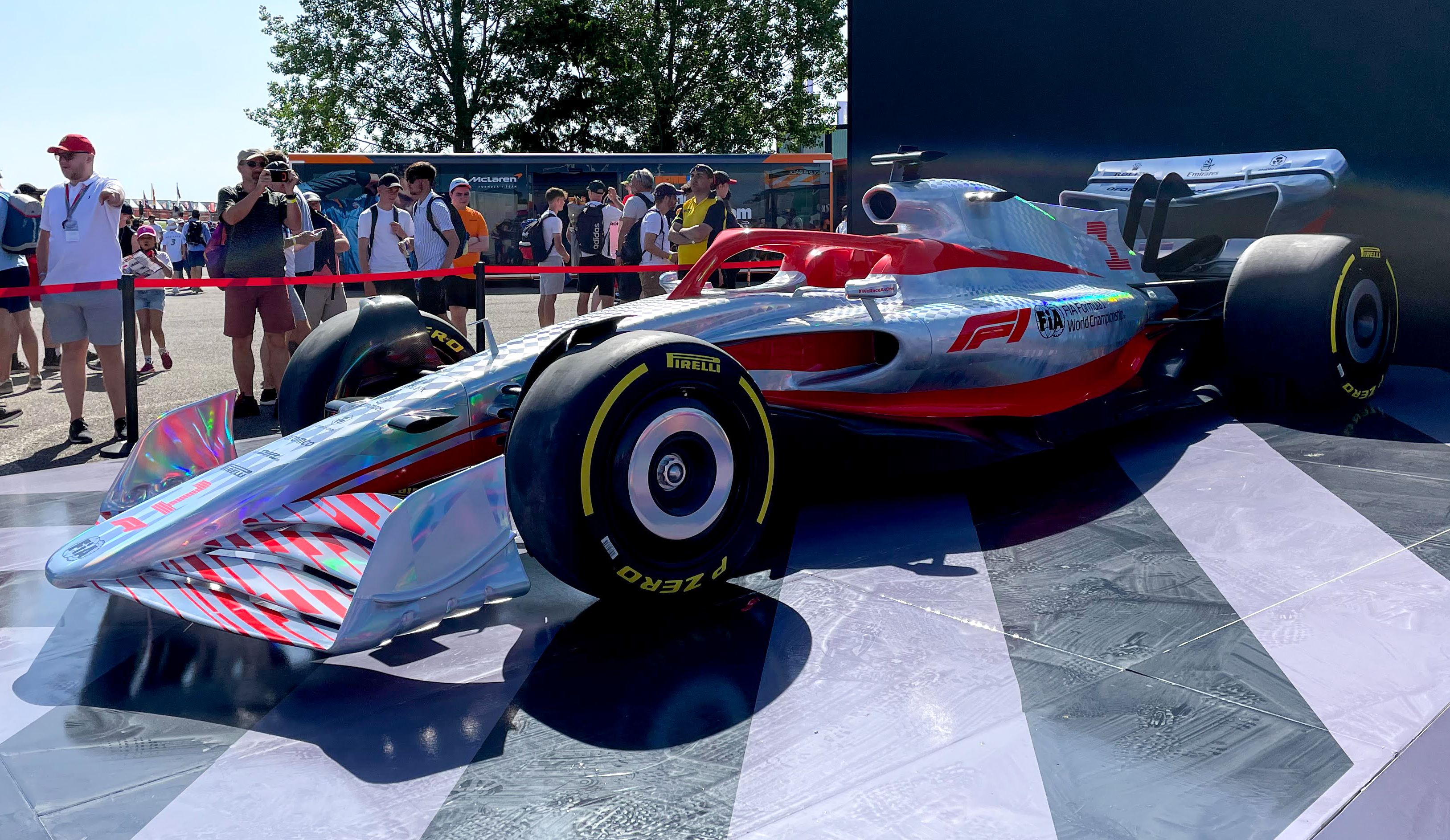
La presentazione della maquette che ipotizza le forme delle future monoposto di Formula 1 secondo i regolamenti della stagione 2022

Il Gran Premio torna a disputarsi tradizionalmente nella parte centrale del campionato, nel mese di luglio, dopo che l'edizione del 2020 fu disputata, per la prima volta, nel mese di agosto, in quanto l'evento vide l'inversione di date con il Gran Premio d'Ungheria, posticipando così di due settimane la disputa della gara britannica rispetto alla data originale prevista nel mese di luglio, a causa delle problematiche legate alla pandemia di COVID-19.
L'evento rappresenta la sperimentazione di una nuova formula che potrà essere applicata nel corso del 2022 a diverse altre gare, il quale prevede una sessione denominata Qualifica Sprint (Sprint Qualifying), sponsorizzata dall'azienda Crypto.com che si occupa dello scambio di valute con sede a Hong Kong, da tenersi durante il weekend di gara, della durata di 17 giri per questo appuntamento o massimo 30 minuti da regolamento, il quale andrebbe a formare la griglia di partenza del Gran Premio. Il Gran Premio di Gran Bretagna è stato stabilito come il primo evento, di tre scelti per questa stagione, dove viene applicato il nuovo formato. Al pilota vincitore della Qualifica Sprint è attribuita la pole position per la gara, valevole per il Trofeo Pole FIA. I primi tre classificati non salgono sul podio come tradizionalmente avviene per il classico Gran Premio domenicale, ma vengono premiati con una celebrazione specifica.
Il nuovo format in uso in questa gara, approvato dalla F1 Commission lo scorso aprile, consiste in una sessione di prove libere al venerdì, seguita dalle tradizionali qualifiche; al sabato è prevista una sessione di prove libere seguita dalla gara sprint di 100 km con scelta libera a livello di mescole di gomme e senza necessità di effettuare pit stop, con la griglia di partenza stilata in base alle qualifiche del giorno precedente, con inoltre in palio dei punti per i primi tre classificati (nell'ordine 3, 2 e 1); la domenica il consueto Gran Premio con scelta libera a livello di mescole di gomme con cui partire, con la griglia di partenza stilata in base all'ordine d'arrivo della gara sprint. Per via dell'uso della nuova formula, lo scorso maggio la Federazione ha annunciato una diversa programmazione del Gran Premio. Al venerdì la prima sessione di prove libere si tiene dalle 15:30 alle 16:30, con le tradizionali qualifiche che si tengono dalle 19:00 alle 20:00; al sabato la seconda sessione di prove libere è prevista dalle 13:00 alle 14:00, con il nuovo formato della Qualifica Sprint in programma alle 17:30; la domenica l'orario di partenza del Gran Premio è fissato alle 16:00.

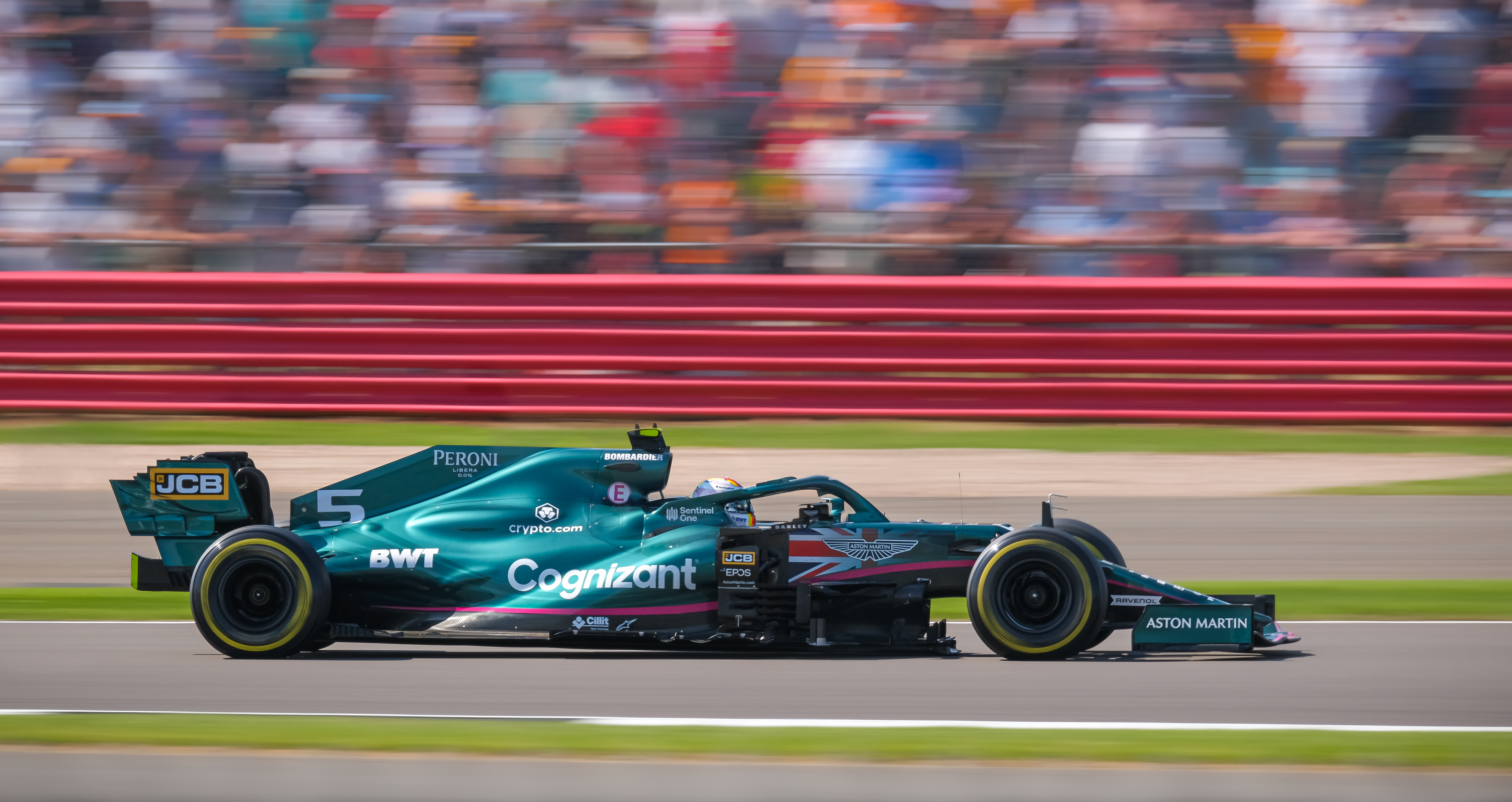
La speciale livrea celebrativa delle Aston Martin AMR21 per il Gran Premio casalingo di Silverstone, con la Union Jack disegnata ai lati del muso

Il Gran Premio, a differenza dell'edizione 2020 disputatasi a porte chiuse a causa dell'emergenza sanitaria, si tiene con la presenza degli spettatori sulle tribune dopo aver ricevuto da parte del governo il via libera per ospitare il pubblico. Nelle settimane precedenti, gli organizzatori annunciano la presenza di 140 000 spettatori, ovvero la capienza massima consentita, il numero più alto finora consentito ai tifosi per assistere ad un Gran Premio di Formula 1 in questo campionato, battendo la quota di circa 90 000 spettatori che hanno assistito al precedente Gran Premio d'Austria.
La McLaren chiede alla Federazione una modifica del sistema di penalità a punti introdotto nella stagione 2014. Dopo il precedente Gran Premio d'Austria, dove sono state inflitte ben 11 penalità ai piloti in due giorni, il pilota britannico della scuderia di Woking, Lando Norris, si trova adesso seriamente a rischio squalifica di una gara in quanto ha accumulato 10 punti di penalità sulla superlicenza nei dodici mesi precedenti. Secondo il regolamento, con 12 punti scatterebbe la squalifica. Il direttore di gara, Michael Masi, afferma che il regolamento non cambierà, quantomeno in questo campionato.
Alla vigilia della gara e in diretta su tutte le piattaforme social, la Formula 1 presenta ufficialmente la maquette a grandezza naturale di una possibile monoposto realizzata secondo le specifiche tecniche inserite nel nuovo regolamento tecnico e sportivo valido a partire dalla stagione 2022.
Il pilota della Ferrari Charles Leclerc viene premiato con il Trofeo Lorenzo Bandini, riconoscimento istituito nel 1992 e assegnato annualmente ad una figura di spicco all'interno della Formula 1.

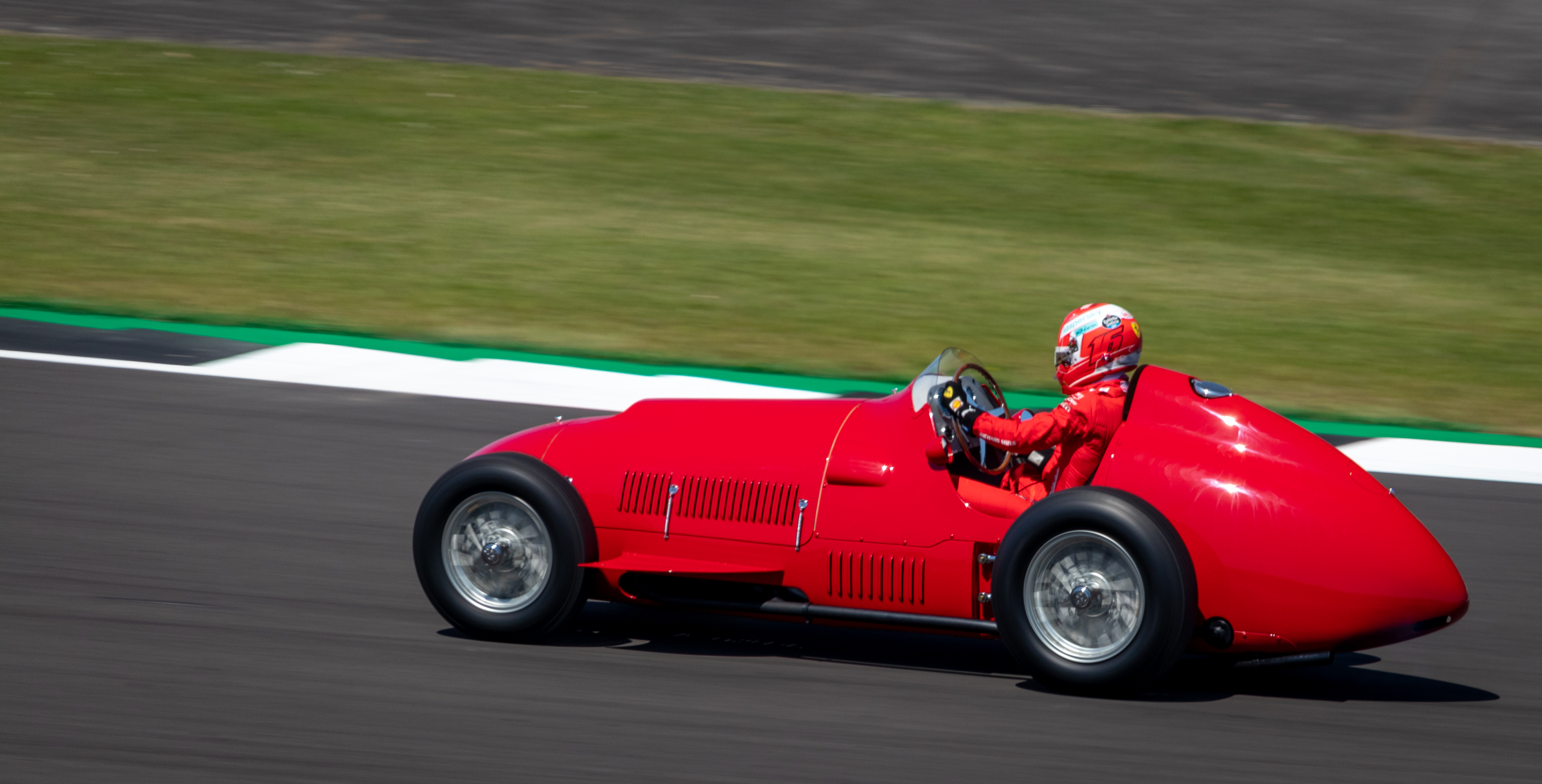
Charles Leclerc porta in pista la Ferrari 375 F1 in occasione dei 70 anni dalla prima vittoria di Maranello in Formula 1, proprio a Silverstone nel Gran Premio di Gran Bretagna 1951

Prima della gara, la Ferrari ricorda, con un evento d'eccezione, i 70 anni dalla sua prima vittoria in Formula 1 arrivata il 14 luglio 1951 nel Gran Premio di Gran Bretagna corso su questa pista per merito dell'argentino José Froilán González alla guida della Ferrari 375 F1. Sull'halo di entrambe le vetture compare un logo celebrativo, mentre sulla scocca è presente l'hashtag #grazieAzzurri per omaggiare la vittoria nel campionato europeo di calcio 2020 della nazionale italiana.
Nel dicembre 2020 il rettilineo principale di partenza del circuito, conosciuto come International Pits Straight, era stato rinominato in Hamilton Straight, come riconoscimento ai risultati ottenuti nella stagione 2020 dal pilota britannico della Mercedes, Lewis Hamilton, tra i quali il raggiungimento dei sette titoli mondiali e aver superato il numero di successi in Formula 1 di Michael Schumacher.
Zak Brown, team principal della McLaren, non è presente al Gran Premio per via della positività al SARS-CoV-2.
L'Aston Martin annuncia la collaborazione con il social network TikTok. Il logo del social cinese, nato cinque anni fa, compare sul poggiatesta del pilota e sulla parte interna dell'halo.
Nei giorni precedenti il Gran Premio, erano sorti alcuni dubbi riguardo alla partecipazione del pilota della McLaren Lando Norris, dopo che quest'ultimo è stato rapinato la settimana precedente durante la finale del campionato europeo di calcio 2020 giocata allo stadio di Wembley di Londra tra Italia e Inghilterra. Il pilota ha affermato di essere un po' scosso riguardo a quanto accadutogli, ma è comunque presente regolamento alla gara.
L'ex pilota di Formula 1 Emanuele Pirro è nominato quale commissario aggiunto per la gara. L'italiano ha svolto in passato, in diverse occasioni, tale funzione, l'ultima al Gran Premio di Stiria. Per questo Gran Premio, è la casa automobilistica inglese Aston Martin a fornire la safety car e la medical car.

## Prove

### Resoconto

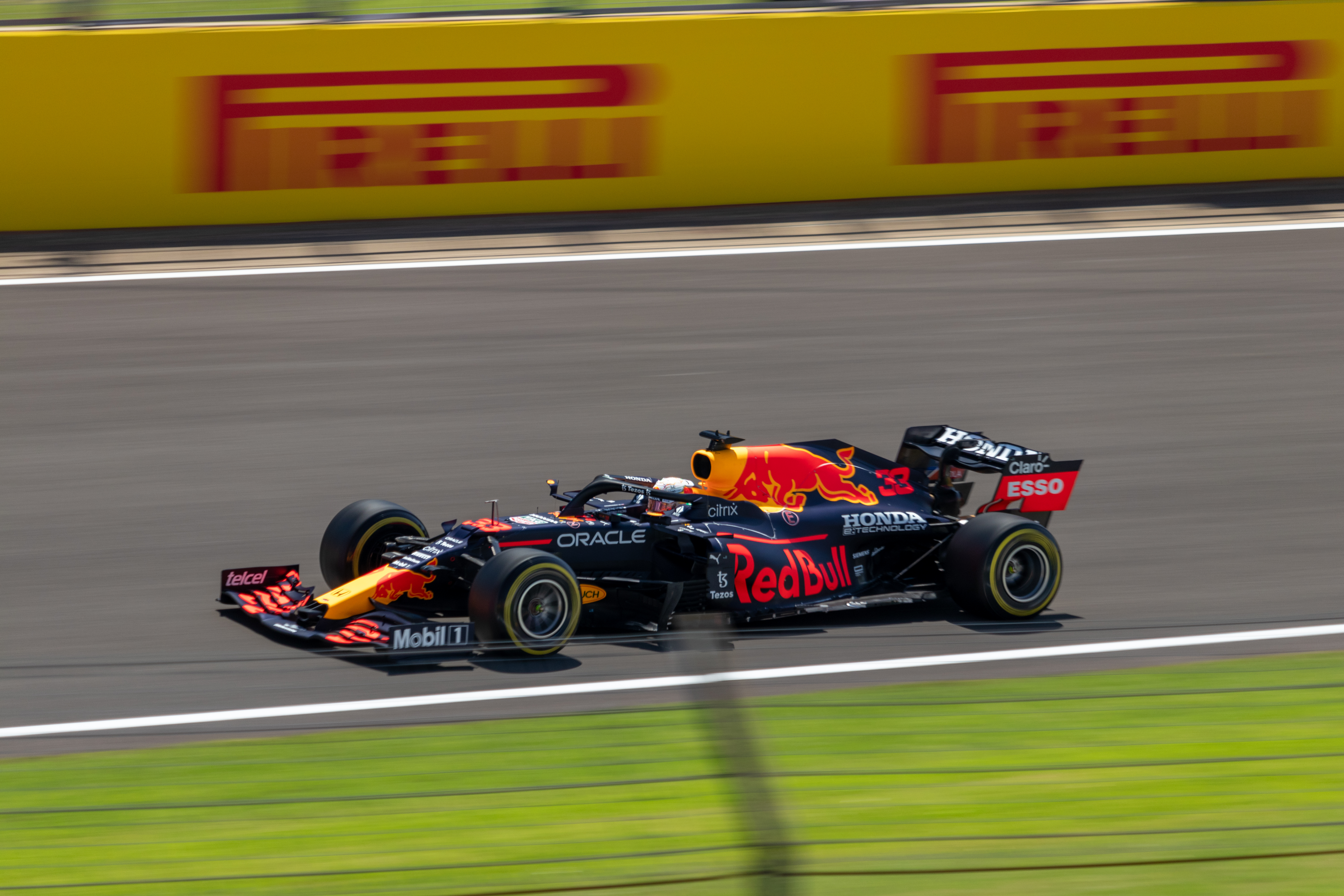
Max Verstappen, il più veloce nelle prove libere del venerdì

Max Verstappen è il pilota più veloce nella sessione di prove libere del venerdì. L'olandese della Red Bull Racing ha preceduto Lando Norris della McLaren. Mentre il primo ha colto il tempo con gomme morbide, il tempo del pilota britannico è stato ottenuto con l'utilizzo di gomme a mescola media.
Alle spalle dei primi due ha chiuso il campione del mondo in carica, Lewis Hamilton. Le Mercedes si sono concentrate su dei brevi long run, nel tentativo di simulare la situazione di gara, cosa fatta anche dalla Ferrari a inizio sessione. La sessione si è disputata con un fastidioso vento, e una temperatura dell'asfalto vicina ai 50 °C, che però non ha provocato problemi particolari agli pneumatici.
Sono stati sette i tempi cancellati ai piloti per aver oltrepassato i limiti della pista all'uscita della curva 9 (Copse), mentre uno il tempo cancellato per aver oltrepassato i limiti all'uscita della curva 15 (Stowe), durante la sessione di prove libere del venerdì. Nel primo caso si sono visti cancellare il tempo Nikita Mazepin e Pierre Gasly (due volte), Nicholas Latifi, Lewis Hamilton e George Russell (una volta); nel secondo caso si è visto cancellare il tempo Nikita Mazepin.
La Red Bull Racing è stata multata di 1 000 euro dalla FIA in quanto Sergio Pérez ha superato il limite di velocità stabilito in pit lane.
La seconda sessione di prove libere si svolge al sabato mattino, dopo la tenuta della sessione di qualifica e prima della Qualifica Sprint, che determina la griglia di partenza del Gran Premio. Questa particolarità porta le scuderie a testare le vetture sia in vista della gara rapida che di quella vera e propria.
Verstappen si è confermato il più rapido, cogliendo la sua miglior prestazione con gomme di mescola media. Alle spalle dell'olandese si sono classificate le due Ferrari, con Leclerc che ha preceduto Sainz Jr.. Hanno chiuso solo con l'ottavo e nono tempo le Mercedes, che hanno sfruttato la prima parte della sessione per studiare il comportamento della vettura con un certo carico di benzina, al fine di simulare le condizioni di gara.
Sono stati quattro i tempi cancellati ai piloti per aver oltrepassato i limiti della pista all'uscita della curva 9 (Copse), mentre uno il tempo cancellato per aver oltrepassato i limiti all'uscita della curva 15 (Stowe), durante la sessione di prove libere del sabato. Nel primo caso si sono visti cancellare il tempo Pierre Gasly, Lando Norris, Antonio Giovinazzi e Yuki Tsunoda; nel secondo caso si è visto cancellare il tempo Lando Norris.

### Risultati
Nella sessione del venerdì si è avuta questa situazione:
| Pos | Nº | Pilota         | Costruttore           | Tempo    | Gap    | Giri |
| --- | -- | -------------- | --------------------- | -------- | ------ | ---- |
| 1   | 33 | Max Verstappen | Red Bull Racing-Honda | 1'27"035 |        | 23   |
| 2   | 4  | Lando Norris   | McLaren-Mercedes      | 1'27"814 | +0"779 | 26   |
| 3   | 44 | Lewis Hamilton | Mercedes              | 1'27"815 | +0"780 | 30   |

Nella sessione del sabato si è avuta questa situazione:
| Pos | Nº | Pilota           | Costruttore           | Tempo    | Gap    | Giri |
| --- | -- | ---------------- | --------------------- | -------- | ------ | ---- |
| 1   | 33 | Max Verstappen   | Red Bull Racing-Honda | 1'29"902 |        | 23   |
| 2   | 16 | Charles Leclerc  | Ferrari               | 1'30"277 | +0"375 | 30   |
| 3   | 55 | Carlos Sainz Jr. | Ferrari               | 1'30"507 | +0"605 | 29   |

## Qualifiche

### Resoconto

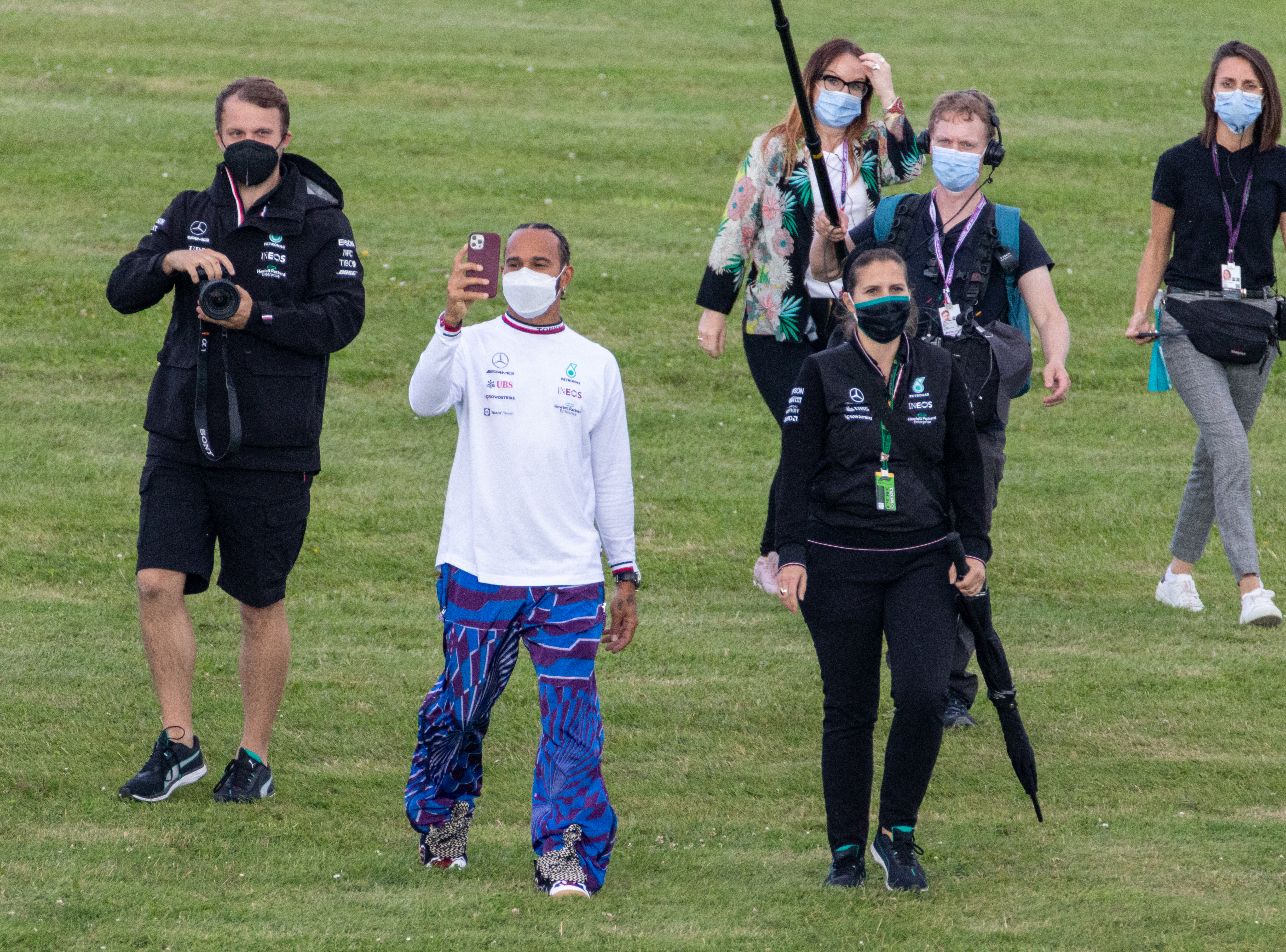
Lewis Hamilton, il più veloce nella sessione di qualifica propedeutica alla novità della Qualifica Sprint

Le condizioni climatiche in cui si svolge la sessione di qualifica sono del tutto simili a quelle delle libere del mattino, con una temperatura dell'asfalto leggermente inferiore.
Il primo tempo della Q1 è segnato da Lando Norris, che però non è molto più veloce del mattino. Il primo pilota a scendere sotto il muro del minuto e 28 secondi sul giro è Sergio Pérez, battuto, in seguito, da i due portacolori della Mercedes, Bottas (1'27"487) e Hamilton (1'27"160). Charles Leclerc riesce a piazzarsi alle spalle delle due vetture tedesche, prima che Max Verstappen ottenga il miglior crono in 1'26"751. Da segnalare come George Russell sia scalato fino all'ottava posizione.
Esteban Ocon sale sesto, prima che Carlos Sainz Jr., battendo il tempo del suo compagno di team Leclerc, si trovi in quarta posizione. La pista sembra migliorare continuamente. Tocca a Pierre Gasly rimontare al quinto posto con, alle sue spalle, Daniel Ricciardo. Meglio fa Norris, portandosi in terza posizione. Negli istanti finali Russell riprende l'ottavo posto, Antonio Giovinazzi addirittura il sesto. Vettel coglie, all'ultimo momento, il quinto tempo. Poco dopo Ocon e Pérez si posizionano al terzo e secondo posto. Vengono eliminati Yuki Tsunoda, Kimi Räikkönen, Nicholas Latifi, e i due piloti dell'Haas.
Nella seconda fase, la cui scelta degli pneumatici non influirà sulle gomme da portare per la qualifica sprint, né per la gara della domenica, Lewis Hamilton ferma i cronometri sull'1'26"602, un decimo meglio di Bottas. Verstappen, come in Q1, si porta al comando, lasciando a un decimo il campione del mondo, e a mezzo secondo Pérez. Alle loro spalle si erge Vettel, quinto, che precede Ricciardo, Norris e Ocon. Sono in ritardo le Ferrari, che però si rifanno con Leclerc che si piazza settimo, prima di essere preceduto da Sainz Jr.. Gli scarti in mezzo al gruppo sono ridotti: c'è solo mezzo secondo tra il quarto e il tredicesimo tempo.
A due minuti dal termine della Q2 tutti i piloti si rilanciano in pista, ad eccezione di Pérez e Vettel. Hamilton si migliora (1'26"023), così come Sainz Jr. (quarto) e Leclerc (quinto). Norris sale nono, seguito, di una posizione, da Alonso. Infine Russell coglie il settimo tempo, eliminando Alonso dalla Q3. Oltre allo spagnolo non passano alla fase seguente Gasly, Ocon, Giovinazzi e Stroll.
Nella fase finale Pérez chiude il suo primo tentativo in 1'26"844. Norris e Ricciardo sono più lenti, mentre Bottas e Hamilton sono capaci di battere il tempo del messicano: il britannico è al comando con 1'26"134. Il tempo di Hamilton non è scalfito da Verstappen, che si piazza a 172 millesimi, non riuscendo a mandare in temperatura gli pneumatici, e lamentando sottosterzo. Bottas è a quattro decimi dal tempo di Hamilton, davanti a Pérez e le due McLaren, più veloci delle Ferrari. Poco dopo Russell sale settimo, nel suo unico tentativo veloce.
Hamilton si migliora ancora, ottenendo i due parziali record nei due primi settori. Non batte il tempo di Hamilton, per 75 millesimi, Verstappen che, quanto meno, non viene sopravanzato da Bottas. Hamilton partirà perciò in prima posizione nella Qualifica Sprint del sabato, che determinerà la griglia di partenza del Gran Premio. La seconda fila è completata da un rimontante Leclerc.
Sono stati due i tempi cancellati ai piloti per aver oltrepassato i limiti della pista all'uscita della curva 15 (Stowe), durante le qualifiche. Si sono visti cancellare il tempo Sebastian Vettel e Sergio Pérez.

### Risultati
Nella sessione di qualifica si è avuta questa situazione:
| Pos                         | Nº | Pilota             | Costruttore               | Q1       | Q2       | Q3       | Griglia |
| --------------------------- | -- | ------------------ | ------------------------- | -------- | -------- | -------- | ------- |
| 1                           | 44 | Lewis Hamilton     | Mercedes                  | 1'26"786 | 1'26"023 | 1'26"134 | 1       |
| 2                           | 33 | Max Verstappen     | Red Bull Racing-Honda     | 1'26"751 | 1'26"315 | 1'26"209 | 2       |
| 3                           | 77 | Valtteri Bottas    | Mercedes                  | 1'27"487 | 1'26"764 | 1'26"328 | 3       |
| 4                           | 16 | Charles Leclerc    | Ferrari                   | 1'27"051 | 1'26"919 | 1'26"828 | 4       |
| 5                           | 11 | Sergio Pérez       | Red Bull Racing-Honda     | 1'27"121 | 1'27"073 | 1'26"844 | 5       |
| 6                           | 4  | Lando Norris       | McLaren-Mercedes          | 1'27"444 | 1'27"220 | 1'26"897 | 6       |
| 7                           | 3  | Daniel Ricciardo   | McLaren-Mercedes          | 1'27"323 | 1'27"125 | 1'26"899 | 7       |
| 8                           | 63 | George Russell     | Williams-Mercedes         | 1'27"671 | 1'27"080 | 1'26"971 | 8       |
| 9                           | 55 | Carlos Sainz Jr.   | Ferrari                   | 1'27"337 | 1'26"848 | 1'27"007 | 9       |
| 10                          | 5  | Sebastian Vettel   | Aston Martin-Mercedes     | 1'27"493 | 1'27"103 | 1'27"179 | 10      |
| 11                          | 14 | Fernando Alonso    | Alpine-Renault            | 1'27"580 | 1'27"245 | N.D.     | 11      |
| 12                          | 10 | Pierre Gasly       | AlphaTauri-Honda          | 1'27"600 | 1'27"273 | N.D.     | 12      |
| 13                          | 31 | Esteban Ocon       | Alpine-Renault            | 1'27"415 | 1'27"340 | N.D.     | 13      |
| 14                          | 99 | Antonio Giovinazzi | Alfa Romeo Racing-Ferrari | 1'27"595 | 1'27"617 | N.D.     | 14      |
| 15                          | 18 | Lance Stroll       | Aston Martin-Mercedes     | 1'28"017 | 1'27"665 | N.D.     | 15      |
| 16                          | 22 | Yuki Tsunoda       | AlphaTauri-Honda          | 1'28"043 | N.D.     | N.D.     | 16      |
| 17                          | 7  | Kimi Räikkönen     | Alfa Romeo Racing-Ferrari | 1'28"062 | N.D.     | N.D.     | 17      |
| 18                          | 6  | Nicholas Latifi    | Williams-Mercedes         | 1'28"254 | N.D.     | N.D.     | 18      |
| 19                          | 47 | Mick Schumacher    | Haas-Ferrari              | 1'28"738 | N.D.     | N.D.     | 19      |
| 20                          | 9  | Nikita Mazepin     | Haas-Ferrari              | 1'29"051 | N.D.     | N.D.     | 20      |
| Tempo limite 107%: 1'32"823 |    |                    |                           |          |          |          |         |

In grassetto sono indicate le migliori prestazioni in Q1, Q2 e Q3.

## Qualifica Sprint

### Resoconto

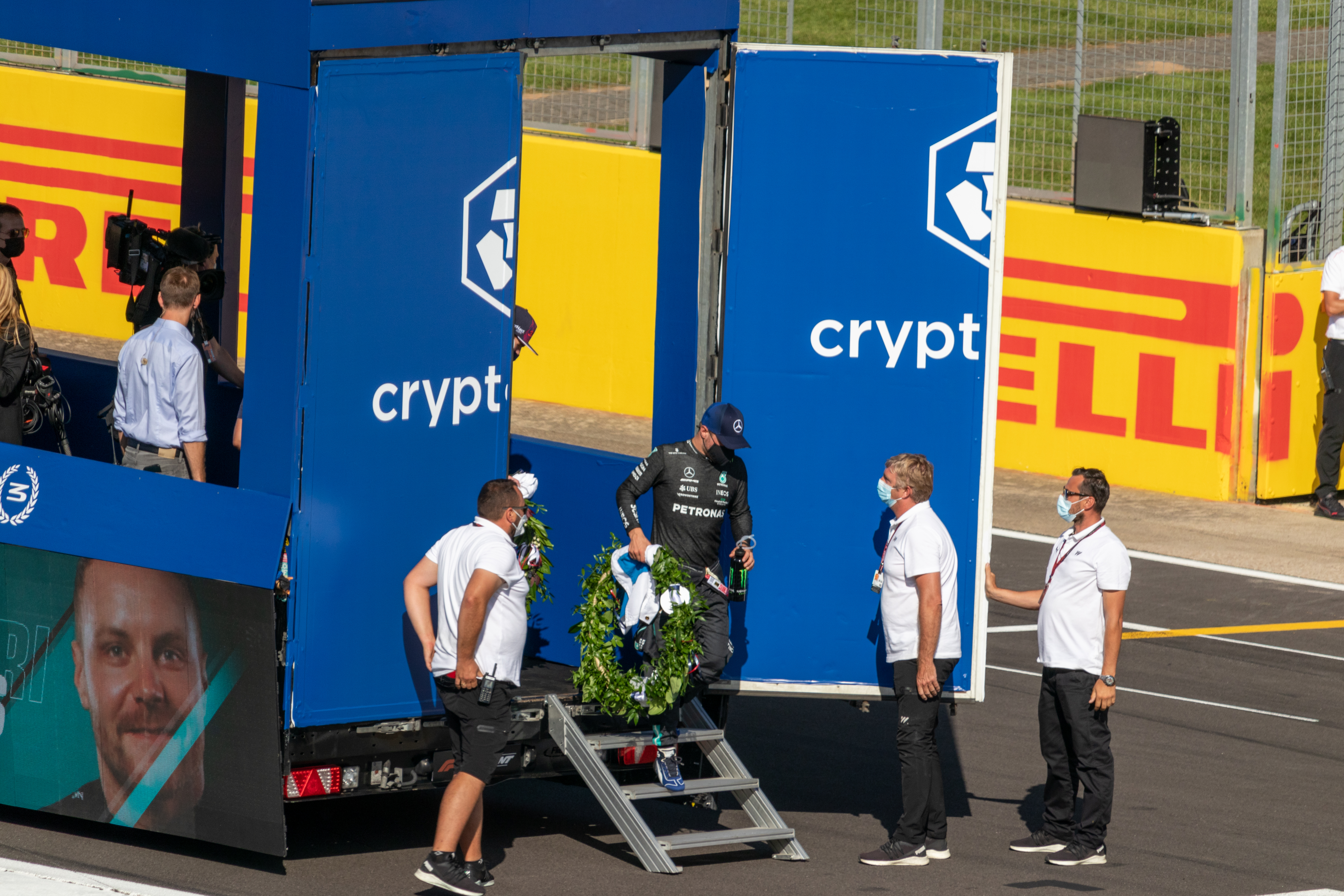
Valtteri Bottas, terzo classificato nella prima Qualifica Sprint della storia, scende dal podio mobile approntato per la cerimonia del Victory Lap

Al via Max Verstappen riesce subito a infilare Lewis Hamilton che, a sua volta, deve anche guardarsi da Valtteri Bottas. Dietro Charles Leclerc mantiene la quarta posizione. Fernando Alonso è autore di un'ottima partenza, tanto da portarsi alle spalle di Leclerc. Nelle retrovie si verifica un contatto tra George Russell e Carlos Sainz Jr.. Ha la peggio lo spagnolo che cede in classifica.
Verstappen sembra poter mantenere un ritmo tale da non essere avvicinabile per il duo della Mercedes, mentre Alonso si difende, a fatica, dagli attacchi di Lando Norris. Al quinto giro Sergio Pérez perde il controllo della sua monoposto ed esce di pista. La vettura sfiora le barriere, ma il messicano riesce a rientrare in pista, anche se lontano dalle prime posizioni. Alonso deve cedere la posizione prima a Norris, al sesto passaggio, poi, tre giri dopo, anche all'altro pilota della McLaren, Daniel Ricciardo. Lo spagnolo dell'Alpine si ritrova, nei giri successivi, alle prese con Sebastian Vettel, che riesce però a contenere.
Verstappen, pur in presenza di un certo degrado della gomma anteriore destra, vince la Qualifica Sprint, conquistando l'ottava pole position in carriera. Hamilton lo accompagna in prima fila, grazie al secondo posto. La seconda fila è composta da Bottas e Leclerc.
Sono stati quattro i tempi cancellati ai piloti per aver oltrepassato i limiti della pista all'uscita della curva 9 (Copse), durante la Qualifica Sprint. Si sono visti cancellare il tempo Kimi Räikkönen, Pierre Gasly, Nicholas Latifi e Antonio Giovinazzi.
Al termine della Qualifica Sprint, George Russell e Carlos Sainz Jr. vengono convocati dai commissari sportivi per il contatto avvenuto tra i due piloti nel corso del primo giro. Russell viene penalizzato di tre posizioni sulla griglia di partenza e di un punto sulla superlicenza. Carlos Sainz Jr. viene inoltre convocato per essere rientrato in pista in maniera pericolosa dopo l'incidente. I commissari non infliggono sanzioni al pilota spagnolo.
Carlos Sainz Jr., Sebastian Vettel e Nikita Mazepin vengono convocati per non aver rispettato la procedura corretta durante le simulazioni di partenza al termine della seconda sessione di prove libere. I tre piloti ricevono un avvertimento.

### Risultati
I risultati della Qualifica Sprint sono i seguenti:
| Pos | Nº | Pilota             | Costruttore               | Giri | Tempo/Ritiro | Griglia | Punti | Griglia |
| --- | -- | ------------------ | ------------------------- | ---- | ------------ | ------- | ----- | ------- |
| 1   | 33 | Max Verstappen     | Red Bull Racing-Honda     | 17   | 25'38"426    | 2       | 3     | 1       |
| 2   | 44 | Lewis Hamilton     | Mercedes                  | 17   | +1"430       | 1       | 2     | 2       |
| 3   | 77 | Valtteri Bottas    | Mercedes                  | 17   | +7"502       | 3       | 1     | 3       |
| 4   | 16 | Charles Leclerc    | Ferrari                   | 17   | +11"278      | 4       |       | 4       |
| 5   | 4  | Lando Norris       | McLaren-Mercedes          | 17   | +24"111      | 6       |       | 5       |
| 6   | 3  | Daniel Ricciardo   | McLaren-Mercedes          | 17   | +30"959      | 7       |       | 6       |
| 7   | 14 | Fernando Alonso    | Alpine-Renault            | 17   | +43"527      | 11      |       | 7       |
| 8   | 5  | Sebastian Vettel   | Aston Martin-Mercedes     | 17   | +44"439      | 10      |       | 8       |
| 9   | 63 | George Russell     | Williams-Mercedes         | 17   | +46"652      | 8       |       | 12      |
| 10  | 31 | Esteban Ocon       | Alpine-Renault            | 17   | +47"395      | 13      |       | 9       |
| 11  | 55 | Carlos Sainz Jr.   | Ferrari                   | 17   | +47"798      | 9       |       | 10      |
| 12  | 10 | Pierre Gasly       | AlphaTauri-Honda          | 17   | +48"763      | 12      |       | 11      |
| 13  | 7  | Kimi Räikkönen     | Alfa Romeo Racing-Ferrari | 17   | +50"677      | 17      |       | 13      |
| 14  | 18 | Lance Stroll       | Aston Martin-Mercedes     | 17   | +52"179      | 15      |       | 14      |
| 15  | 99 | Antonio Giovinazzi | Alfa Romeo Racing-Ferrari | 17   | +53"225      | 14      |       | 15      |
| 16  | 22 | Yuki Tsunoda       | AlphaTauri-Honda          | 17   | +53"567      | 16      |       | 16      |
| 17  | 6  | Nicholas Latifi    | Williams-Mercedes         | 17   | +55"162      | 18      |       | 17      |
| 18  | 47 | Mick Schumacher    | Haas-Ferrari              | 17   | +1'08"213    | 19      |       | 18      |
| 19  | 9  | Nikita Mazepin     | Haas-Ferrari              | 17   | +1'17"648    | 20      |       | 19      |
| 20  | 11 | Sergio Pérez       | Red Bull Racing-Honda     | 16   | Vibrazioni   | 5       |       | PL      |

## Gara

### Resoconto

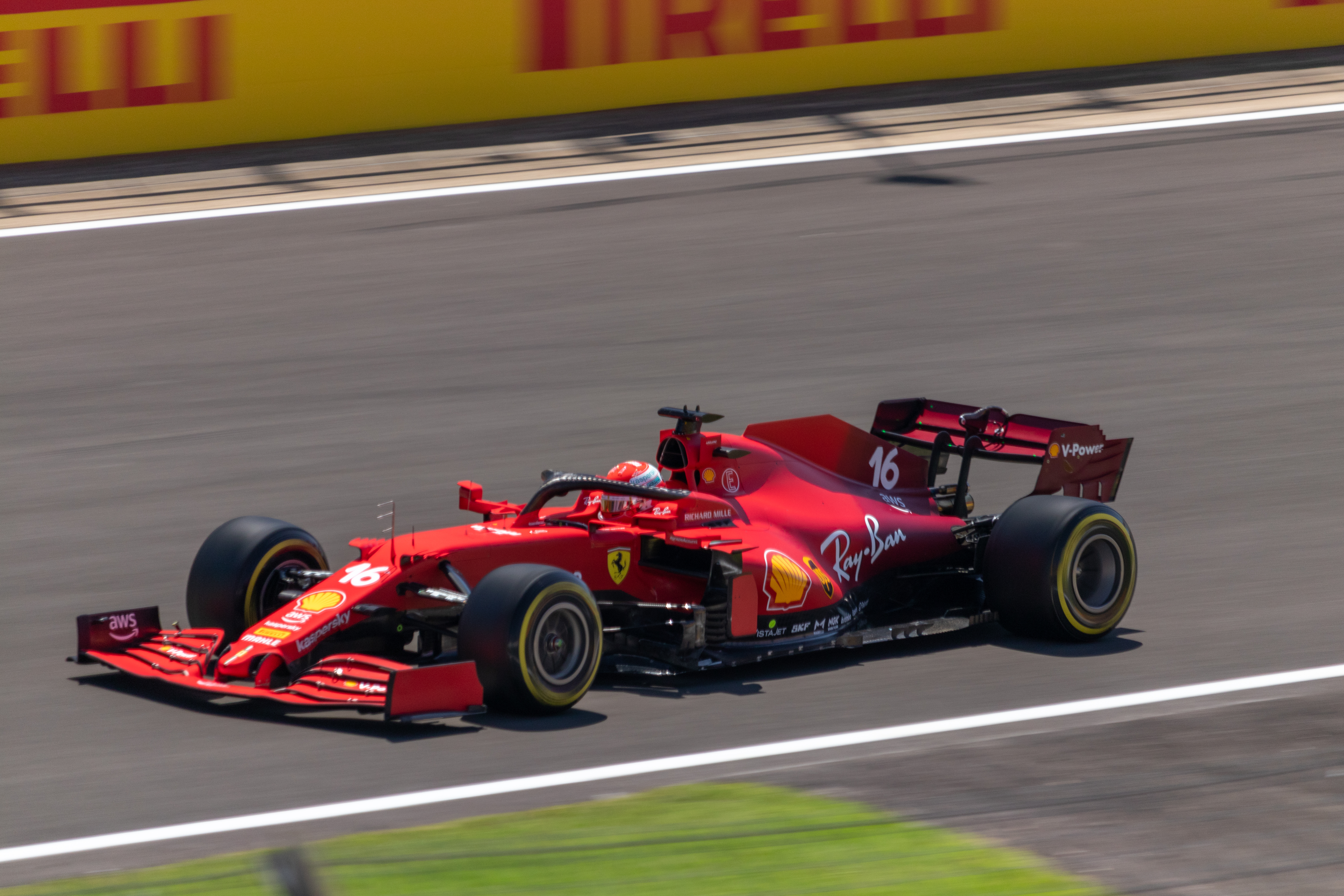
Leclerc guida la corsa fino a 3 giri dal termine, dovendo accontentarsi del secondo posto a fronte della rimonta di Hamilton

Max Verstappen mantiene il comando al via del Gran Premio, ma deve difendersi dagli attacchi di Lewis Hamilton nel primo giro. Alla curva Copse, dopo che i due piloti si sono sfiorati in varie occasioni, le due vetture vanno a contatto: la Red Bull Racing dell'olandese esce di pista ad alta velocità. La gara viene prima neutralizzata dalla safety car e poi interrotta con bandiera rossa. Verstappen esce dalla vettura scosso e viene portato al centro medico del circuito e successivamente in ospedale. Hamilton viene, in seguito, penalizzato di 10 secondi sul tempo di gara.
La gara riprende con una seconda partenza, in cui in pole position si trova Charles Leclerc che, approfittando dell'incidente tra i due, ha preso il comando della gara. Il monegasco riesce a mantenere la vetta, con Hamilton secondo, mentre Lando Norris passa Valtteri Bottas. Seguono poi Ricciardo, Vettel, Alonso e Sainz Jr.. Vettel va in testacoda e finisce in fondo al gruppo, mentre Sainz Jr. sorpassa Alonso.
Nei giri successivi, quando entrambi sono su gomme medie, Leclerc riesce a mantenere un certo margine su Hamilton. Il pilota della Ferrari si lamenta di un calo di potenza della sua power unit, poi risolto grazie alle indicazioni del suo ingegnere, che non lo penalizza tanto da essere avvicinato dal campione del mondo. Al ventesimo giro c'è la sosta di Daniel Ricciardo: l'australiano passa su gomme hard, scelta che sarà seguita da tutti gli altri piloti. Il giro successivo si ferma anche l'altro pilota della McLaren, Norris. Il pit stop è lento, e fa perdere secondi al britannico. Bottas si ferma al ventiduesimo giro e Alonso al ventiquattresimo. Hamilton, staccato di quasi tre secondi da Leclerc, effettua il cambio gomme al ventisettesimo giro.
Tra il ventottesimo e ventinovesimo giro si fermano entrambe le Ferrari. Il primo a fermarsi, Sainz Jr.; è fortemente rallentato da un problema al cambio gomme, mentre è rapido quello di Leclerc. Il monegasco rientra in gara in testa, davanti a Bottas, staccato di oltre sette secondi. Seguono poi Norris e Hamilton con quest'ultimo che passa presto il suo connazionale.

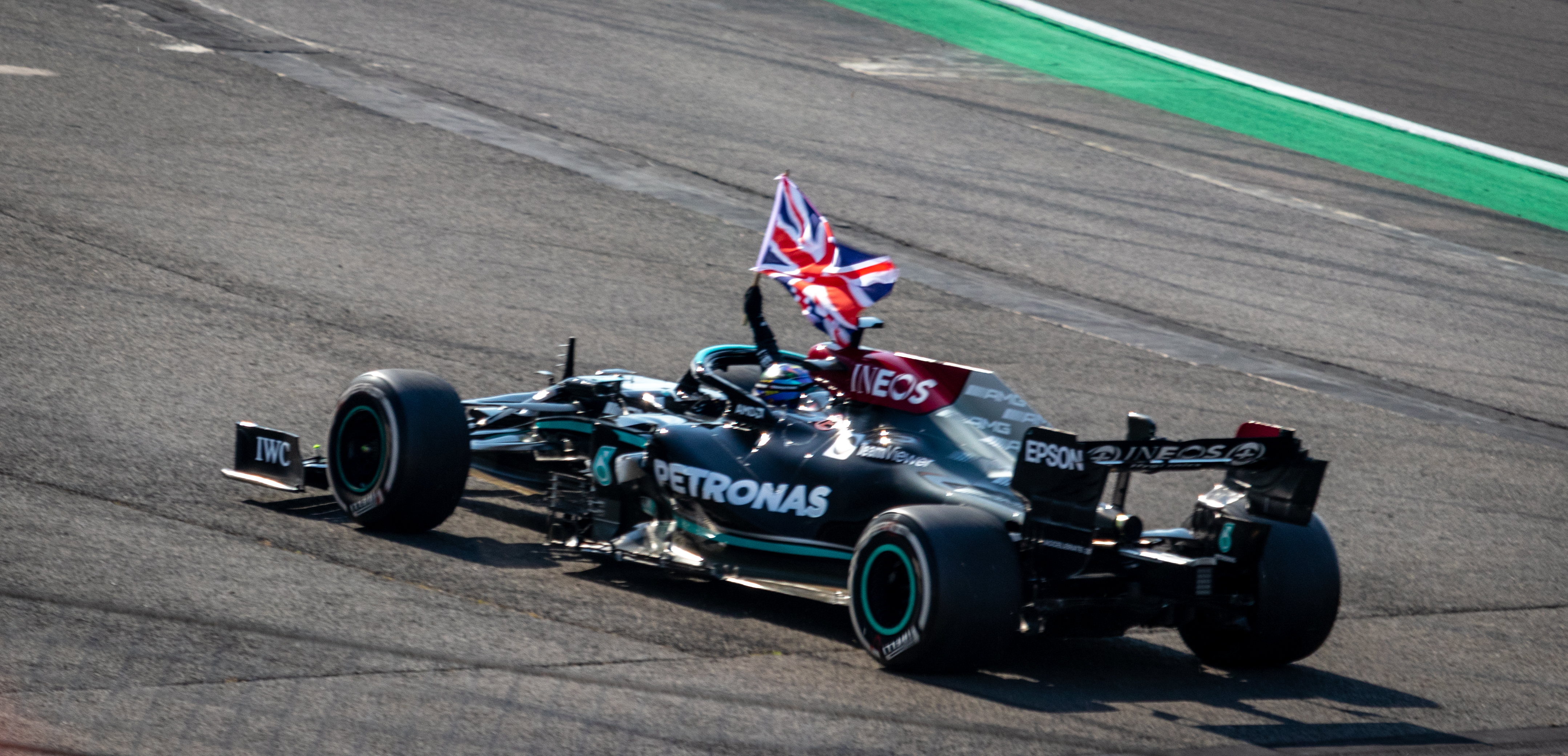
Hamilton festeggia la sua ottava vittoria in carriera a Silverstone

Leclerc porta a nove secondi il vantaggio su Bottas, che vede, invece, ridursi il margine su Hamilton. Al trentanovesimo giro il finlandese lascia via libera al compagno di scuderia. Con gomme dure le Mercedes sono molto competitive, con Hamilton che lima, di quasi un secondo a giro, il distacco da Leclerc. Il divario tra il ferrarista e Hamilton è di 5"2 al quarantatreesimo passaggio, che scende a 2"8 tre giri dopo. Al quarantanovesimo giro Hamilton raggiunge Leclerc, passandolo alla Copse, nello stesso punto in cui vi è stato il contatto tra Verstappen e il pilota della Mercedes al via.
Hamilton conquista la novantanovesima vittoria nel campionato mondiale di Formula 1, vincendo per l'ottava volta il Gran Premio di Gran Bretagna, eguagliando il record di otto vittorie nel Gran Premio d'Ungheria e di otto vittorie di Michael Schumacher nel Gran Premio di Francia. Leclerc sale sul podio per la prima volta dal terzo posto nell'edizione 2020 del Gran Premio, finendo davanti a Bottas. Pérez, a due giri dal termine, strappa a Hamilton il punto supplementare previsto per chi fa il giro veloce.
Sono stati 11 i tempi cancellati ai piloti per aver oltrepassato i limiti della pista all'uscita della curva 9 (Copse), mentre due i tempi cancellati per aver oltrepassato i limiti all'uscita della curva 15 (Stowe), durante la gara. Nel primo caso si sono visti cancellare il tempo Pierre Gasly (tre volte), Carlos Sainz Jr. (due volte), Kimi Räikkönen, Antonio Giovinazzi, Daniel Ricciardo, Sergio Pérez, Lando Norris e Charles Leclerc (una volta); nel secondo caso si sono visti cancellare il tempo Pierre Gasly e Sebastian Vettel.

### Risultati
I risultati del Gran Premio sono i seguenti:
| Pos | Nº | Pilota             | Costruttore               | Giri | Tempo/Ritiro               | Griglia | Punti |
| --- | -- | ------------------ | ------------------------- | ---- | -------------------------- | ------- | ----- |
| 1   | 44 | Lewis Hamilton     | Mercedes                  | 52   | 1h58'23"284                | 2       | 25    |
| 2   | 16 | Charles Leclerc    | Ferrari                   | 52   | +3"871                     | 4       | 18    |
| 3   | 77 | Valtteri Bottas    | Mercedes                  | 52   | +11"125                    | 3       | 15    |
| 4   | 4  | Lando Norris       | McLaren-Mercedes          | 52   | +28"573                    | 5       | 12    |
| 5   | 3  | Daniel Ricciardo   | McLaren-Mercedes          | 52   | +42"624                    | 6       | 10    |
| 6   | 55 | Carlos Sainz Jr.   | Ferrari                   | 52   | +43"454                    | 10      | 8     |
| 7   | 14 | Fernando Alonso    | Alpine-Renault            | 52   | +1'12"093                  | 7       | 6     |
| 8   | 18 | Lance Stroll       | Aston Martin-Mercedes     | 52   | +1'14"289                  | 14      | 4     |
| 9   | 31 | Esteban Ocon       | Alpine-Renault            | 52   | +1'16"172                  | 9       | 2     |
| 10  | 22 | Yuki Tsunoda       | AlphaTauri-Honda          | 52   | +1'22"065                  | 16      | 1     |
| 11  | 10 | Pierre Gasly       | AlphaTauri-Honda          | 52   | +1'25"327                  | 11      |       |
| 12  | 63 | George Russell     | Williams-Mercedes         | 51   | +1 giro                    | 12      |       |
| 13  | 99 | Antonio Giovinazzi | Alfa Romeo Racing-Ferrari | 51   | +1 giro                    | 15      |       |
| 14  | 6  | Nicholas Latifi    | Williams-Mercedes         | 51   | +1 giro                    | 17      |       |
| 15  | 7  | Kimi Räikkönen     | Alfa Romeo Racing-Ferrari | 51   | +1 giro                    | 13      |       |
| 16  | 11 | Sergio Pérez       | Red Bull Racing-Honda     | 51   | +1 giro                    | PL      |       |
| 17  | 9  | Nikita Mazepin     | Haas-Ferrari              | 51   | +1 giro                    | 19      |       |
| 18  | 47 | Mick Schumacher    | Haas-Ferrari              | 51   | +1 giro                    | 18      |       |
| Rit | 5  | Sebastian Vettel   | Aston Martin-Mercedes     | 40   | Surriscaldamento           | 8       |       |
| Rit | 33 | Max Verstappen     | Red Bull Racing-Honda     | 0    | Collisione con L. Hamilton | 1       |       |

## Classifiche mondiali

### Piloti
| Pos | Pilota             | Punti |
| --- | ------------------ | ----- |
| 1   | Max Verstappen     | 185   |
| 2   | Lewis Hamilton     | 177   |
| 3   | Lando Norris       | 113   |
| 4   | Valtteri Bottas    | 108   |
| 5   | Sergio Pérez       | 104   |
| 6   | Charles Leclerc    | 80    |
| 7   | Carlos Sainz Jr.   | 68    |
| 8   | Daniel Ricciardo   | 50    |
| 9   | Pierre Gasly       | 39    |
| 10  | Sebastian Vettel   | 30    |
| 11  | Fernando Alonso    | 26    |
| 12  | Lance Stroll       | 18    |
| 13  | Esteban Ocon       | 14    |
| 14  | Yuki Tsunoda       | 10    |
| 15  | Kimi Räikkönen     | 1     |
| 16  | Antonio Giovinazzi | 1     |

### Costruttori
| Pos | Costruttore               | Punti |
| --- | ------------------------- | ----- |
| 1   | Red Bull Racing-Honda     | 289   |
| 2   | Mercedes                  | 285   |
| 3   | McLaren-Mercedes          | 163   |
| 4   | Ferrari                   | 148   |
| 5   | AlphaTauri-Honda          | 49    |
| 6   | Aston Martin-Mercedes     | 48    |
| 7   | Alpine-Renault            | 40    |
| 8   | Alfa Romeo Racing-Ferrari | 2     |

## Decisioni della FIA
Al termine della gara, Kimi Räikkönen e Sergio Pérez vengono convocati dai commissari sportivi per via di una collisione avvenuta tra i due piloti. I commissari decidono di non prendere provvedimenti verso i due piloti.
Alla vigilia del successivo Gran Premio d'Ungheria la Red Bull Racing decide di presentare un reclamo contro la penalità di 10 secondi, ritenuta poco equa, inflitta a Lewis Hamilton dopo l'incidente con Max Verstappen nel corso del primo giro. Il reclamo, per essere preso in considerazione, deve includere un nuovo elemento significativo che non era disponibile quando i commissari hanno penalizzato il pilota britannico il giorno della gara. La Federazione respinge il ricorso presentato dalla Red Bull Racing, affermando che la scuderia non ha presentato nuove evidenze che potessero far cambiare la valutazione di quanto già stabilito dai commissari sportivi il giorno della gara. La classifica finale del Gran Premio viene così confermata. Dopo la decisione di respingere il ricorso da parte della FIA, la Mercedes rilascia un comunicato esprimendo tutto il proprio disappunto per la gestione della richiesta di revisione della penalità da parte della scuderia di Milton Keynes.